# Dolsko (Słowenia)
Dolsko – wieś w Słowenii, w gminie Dol pri Ljubljani. W 2018 roku liczyła 645 mieszkańców.